# ويليام بونين
ويليام بونين (بالإنجليزية: William Bonin) هو قاتل متسلسل أمريكي، ولد في 8 يناير 1947 في ويليمانتيك في الولايات المتحدة، وتوفي في 23 فبراير 1996 في سجن سان كوينتن في الولايات المتحدة بسبب حقنة قاتلة.